# 1846 en science-fiction
| Années de la science-fiction : 1843 - 1844 - 1845 - 1846 - 1847 - 1848 - 1849    |
| Décennies de la science-fiction : 1810 - 1820 - 1830 - 1840 - 1850 - 1860 - 1870 |

L'année 1846 a connu, en matière de science-fiction, les faits suivants :

## Naissances et décès

### Naissances
- Elizabeth Burgoyne Corbett, écrivaine de science-fiction féministe britannique[1], morte en 1930.